# Loris Barbiero
Loris Barbiero (Venezia, 27 agosto 1965) è un ex cestista e allenatore di pallacanestro italiano.

## Carriera
Ha giocato in Serie A maschile e allenato in Serie A1 femminile. È subentrato nel dicembre 2012 a Dragomir Bukvič sulla panchina della Virtus Basket Spezia e ha poi conquistato la promozione in A1.
Ingaggiato dal Basket Femminile Le Mura Lucca nel 2017, viene esonerato il 25 gennaio 2018.

## Palmarès
- Campionato italiano di Serie A2: 1
Virtus Spezia: 2012-13